# Wax (película de 1991)
Wax or the Discovery of Television Among the Bees es el primer largometraje independiente del cineasta y artista estadounidense David Blair . También fue la primera película que se transmitió en vivo por Internet. 

## Sinopsis
Blair actúa en la película, que además cuenta con un cameo de William Burroughs . Como declaración contra la guerra, Wax proporcionó una crítica temprana de la Guerra del Golfo y de la guerra actual con drones. Es una combinación de animación digital, metraje encontrado y acción en vivo. Ambientada en Nuevo México alrededor de 1983, el diseñador de armas Jacob Maker heredó las abejas " mesopotámicas " de su abuelo. 

## Producción
Wax o el descubrimiento de la televisión entre las abejas y Waxweb han recibido importantes subvenciones, coproducciones y ventas internacionales. Las subvenciones para este proyecto incluyen tres premios del Consejo de las Artes del Estado de Nueva York, el Fondo Nacional de las Artes, la Fundación para las Artes de Nueva York, el American Film Institute, la Fundación Jerome,  y la Fundación Checkerboard. La película tardó un total de seis años en producirse. Según Blair, "comenzó como una pieza de tres minutos y medio [...] luego le agregué una historia". 

## Recepción
Estrenada en 1991, Wax fue un éxito de culto,  se proyectó en cines en 26 ciudades de EE. UU. y tuvo representaciones teatrales adicionales en Japón y Australia. Wax fue una coproducción con ZDF, la televisión alemana, y se estrenó con excelentes críticas en el Public Theatre de Nueva York. Wax fue incluida en varias listas de las 10 mejores películas ese año. Cuando la primera película se transmitió por Internet en 1993 (a 2 cuadros por segundo ), el New York Times declaró a Wax o el descubrimiento de la televisión entre las abejas un “evento histórico”.  Ese mismo año, la versión hipermedia de la película, Waxweb, fue uno de los primeros sitios en la World Wide Web,  y por lo tanto ha sido citada repetidamente como un hito del arte en Internet . Waxweb se ha presentado en museos de todo el mundo.  Wax o el descubrimiento de la televisión entre las abejas fue un ejemplo temprano de cine digital, fue una de las primeras películas independientes que se editó en un sistema digital no lineal, el Montage Picture Processor, y se transfirió del vídeo a la película para su presentación teatral.